# Hoco de carúncula groga
L’hoco de carúncula groga (Crax rubra) és una espècie d'ocell de la família dels cràcids (Cracidae) que habita la selva humida del vessant del Carib de Mèxic, des de San Luis Potosí, cap al sud, incloent-hi l'illa Cozumel, a través d'ambdues vessants d'Amèrica Central fins a l'oest de Colòmbia i de l'Equador.

## Morfologia
Amb una longitud de 78–100 cm i un pes de 3,1–4,8 kg, aquest és un cràcid molt gros. Les femelles són una mica més petites que els mascles. És l'espècie més corpulenta i pesada de la família, però la seva longitud és igual a la d'alguns altres cràcids. Tres altres espècies d'honco (l'hoco d'elm, l'hoco unicorne i l'hoco becllarg) tenen aproximadament la mateixa longitud mitjana que el l'hoco de carúncula groga. En aquesta espècie, les mesures estàndard són les següents: la corda alar és de 36 a 42,4 cm, la cua és de 29 a 38 cm i el tars és de 9,4 a 12 cm. Tenen les mesures estàndard mitjanes més grosses de la família, a part de la longitud de la cua.

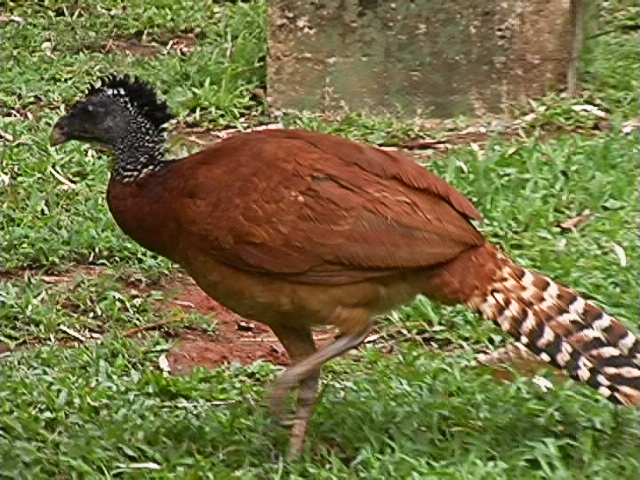
Femella de la variant roja

El mascle és negre amb la cresta arrissada, la panxa blanca i una protuberància groga al bec. Hi ha tres morfs de femelles d'hoco de carúncula groga: femelles de morf barrat amb coll, mantell, ales i cua barrats; morf roig amb un plomatge general marró vermellós i una cua barrada; i femella de morf fosc amb coll, mantell i cua foscos (la cua sovint lleugerament vermiculada) i algunes barres a les ales. A la majoria de les regions només hi ha un o dos morfs, i s'han observat femelles que mostren un nivell d'intermediació entre aquests morfs (per exemple, que s'assemblen al morf vermell, però amb el coll negre i vermiculacions febles a les ales).

## Taxonomia
Es reconeixen dues subespècies:
- C. r. rubra (Linnaeus, 1758) - est de Mèxic a oest d'Equador.
- C. r. griscomi (Nelson, 1926) - illa de Cozumel (Mèxic).

## Evolució
L'hoco de carúncula groga és l'espècie de Crax més septentrional. Forma part d'un clade que va habitar el nord de Sud-amèrica des de fa uns 9 milions d'anys (Tortonià, Miocè superior). A mesura que els Andes colombians es van elevar fa uns 6 milions d'anys, els avantpassats d'aquesta espècie van ser aïllats de la població cap al sud-est. Aquest últim amb el temps evolucionaria cap a l'hoco becblau. Els hoco de carúncula groga ancestrals es van estendre al llarg del vessant pacífic dels Andes i cap a l'Amèrica Central durant el Pliocè i el Plistocè com a part del Gran Intercanvi Americà.

## Ecologia
Aquesta espècie té una veu similar a la d'altres hocos, i el crit consisteix en un xiulet persistent i peculiar.

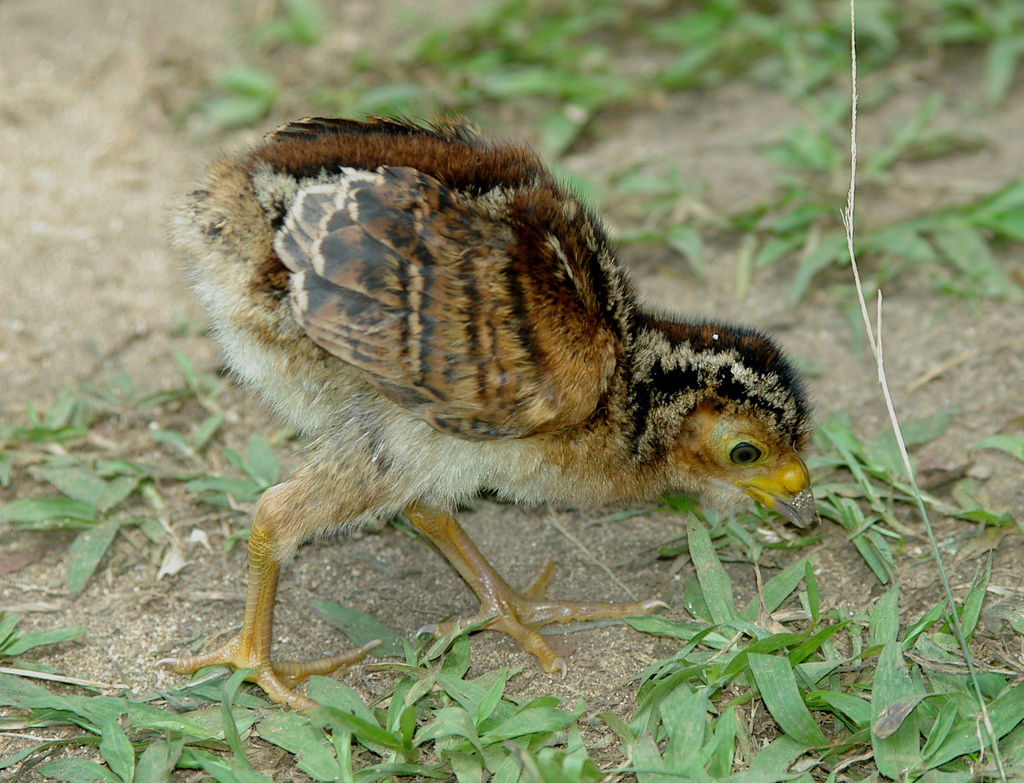
Pollet d'hoco de carúncula groga a Costa Rica

És una espècie monògama, el mascle d'hoco de carúncula groga pot construir el niu i atreure l'atenció de la femella, tot i que en altres casos tots dos membres d'una parella construiran l'estructura del niu. Normalment, es ponen dos ous en un niu relativament petit (normalment fet principalment de fulles), cada ou mesura 9,1 cm × 6,7 cm i pesa 200 g. L'hoco de carúncula groga jove pesa 123 g en descloure; 2.760 g com a pollet immadur de mig any; i a l'any, quan està completament volat i independent de la cura dels pares, tindrà aproximadament tres quartes parts del pes adult, 3.600 g.

La dieta consisteix principalment en fruites, figues i artròpodes. Els vertebrats petits poden complementar la dieta a vegades, inclosos els mamífers petits (com ara els rosegadors). A diferència d'altres cràcids, com els guans, s'alimenten principalment de fruita caiguda en lloc de collir-la directament dels arbres. A Tamaulipas, s'alimenta principalment del fruit Spondias mombin. En altres llocs, pot preferir les baies vermelles de Cicona.

Aquesta espècie s'ha caracteritzat pel temperament força agressiu, que s'ha dirigit regularment als humans quan els ocells es mantenen en captivitat. Sens dubte, tenen aquesta inclinació per repel·lir els depredadors naturals, tant d'ells mateixos com de les cries. Entre els depredadors naturals coneguts d'aquesta espècie hi ha inclosos els ocelots i les àguiles ornades, tot i que els pollets i els ous probablement tenen una gamma més àmplia de depredadors. Quan un depredador potencial és a prop de les cries, s'ha observat que els hocos fan una tàctica de distracció, fingint ferides. Quan ataquen els humans, salten en un vol aletejant i graten al voltant del cap, apuntant als ulls. La vida útil en captivitat ha arribat almenys a 24 anys.

A causa de la pèrdua contínua d'hàbitat i la caça excessiva en algunes zones, l'hoco de carúncula groga està avaluat com a espècie vulnerable a la Llista Vermella d'Espècies Amenaçades de la UICN. Està inclòs a l'Apèndix III del CITES a Costa Rica, Guatemala, Colòmbia i Hondures. De la subespècie més petita C. r. griscomi de l'illa de Cozumel, només en queden uns quants centenars. La població sembla haver anat augmentant lentament des de la dècada del 1980 o estar fluctuant a un nivell baix; és vulnerable als huracans.
Aquesta espècie ha demostrat produir híbrids fèrtils amb el seu parent viu més proper, l'hoco becblau, i també amb el hoco becllarg, molt més llunyà.
A Mèxic, hi ha les “Unidades de Manejo para la Conservación de la Vida Silvestre” que crien hocos de carúncula groga en captivitat.